# 日本戦没者遺骨収集推進協会
一般社団法人日本戦没者遺骨収集推進協会（にほんせんぼつしゃいこつしゅうしゅうすいしんきょうかい）は、国の行う戦没者の遺骨収集と慰霊に関する事業などを実施している法人。